# Kurdiska röda solen
Kurdiska röda solen är en frivilligorganisation i Sverige och Tyskland som arbetar med humanitär hjälp till den kurdisktalande befolkningen i Mellanöstern. Den hette fram till 2016 Kurdiska röda halvmånen och ingår i ett internationellt nätverk av organisationer, där de flesta fortfarande har namn med samma betydelse som det tidigare svenska namnet. Detta namn är kontroversiellt, då det kan tolkas som att organisationen är en del av den internationella Rödakors- och Rödahalvmånerörelsen. Detta är inte fallet. Enligt Svenska Röda Korset var det tidigare namnet och emblemet i strid mot Genèvekonventionerna och svensk lag.
Kurdiska röda solen grundades 1993, både i Tyskland och i Sverige. Den har sin tyngdpunkt i Tyskland som har den största kurdiska befolkningen utanför Mellanöstern. I organisationens emblem ingår den muslimska röda halvmånen tillsammans med en kartbild av Kurdistan, ett område som politiskt är delat mellan fem nationer. Röda korsets och Röda halvmånens regionala organisationer följer däremot de officiella politiska gränserna. Kurdiska röda halvmånen uppfattas därför som lierat med kurdiska självständighetssträvanden. Organisationen har även beskyllts för att fungera som täckmantel för Kurdistans arbetarparti, PKK, som betecknas som en terroristorganisation av bland annat EU. Den tyska organisationen är enligt en tysk delstatlig tillsynsmyndighet förbjuden att bedriva verksamhet i förbundslandet Rheinland-Pfalz.
Kurdiska röda solen arbetar bland annat i det kurdiska området i norra Syrien, där kurdisktalande yazidier, som är anhängare av en icke-islamsk religion, speciellt förföljts av islamistiska upprorsmän. Förhållandena i denna del av Syrien under inbördeskriget har lett till insamlingsaktioner under 2014 till förmån för Kurdiska röda halvmånen. I Sverige engagerade sig bland annat Ung vänster.